# Хэйуорд, Лазар
Лазар Миллер Хэйуорд (англ. Lazar Miller Hayward; родился 26 ноября 1986 года в Буффало, штат Нью-Йорк) — американский профессиональный баскетболист.

## Профессиональная карьера
Хэйуорд был выбран под общим 30-м номером на драфте НБА 2010 года «Вашингтон Уизардс». Однако вскоре права на игрока были обменяны в «Миннесоту». После своего первого сезона в НБА Лазар был обменян ещё раз, теперь в «Оклахома-Сити Тандер». 2 марта 2012 был отправлен в клуб Ди-Лиги «Талса Сиксти Сиксерс».
27 октября 2012 года Хэйуорд был обменян в «Хьюстон Рокетс» и вскоре был отчислен из команды. 31 декабря 2012 года в качестве свободного агента вернулся в «Миннесоту». С Лазаром был подписан негарантированный контракт, однако 6 января он был расторгнут. В составе «Тимбервулвз» Хэйорд успел сыграть в двух матчах и отметиться в них двумя набранными очками.

## Статистика

### Статистика в НБА
| Сезон                                                                                    | Команда       | Регулярный сезон | Регулярный сезон | Регулярный сезон | Регулярный сезон | Регулярный сезон | Регулярный сезон | Регулярный сезон | Регулярный сезон | Регулярный сезон | Регулярный сезон | Регулярный сезон | Серия плей-офф | Серия плей-офф | Серия плей-офф | Серия плей-офф | Серия плей-офф | Серия плей-офф | Серия плей-офф | Серия плей-офф | Серия плей-офф | Серия плей-офф | Серия плей-офф |
| Сезон                                                                                    | Команда       | GP               | GS               | MPG              | FG%              | 3P%              | FT%              | RPG              | APG              | SPG              | BPG              | PPG              | GP             | GS             | MPG            | FG%            | 3P%            | FT%            | RPG            | APG            | SPG            | BPG            | PPG            |
| ---------------------------------------------------------------------------------------- | ------------- | ---------------- | ---------------- | ---------------- | ---------------- | ---------------- | ---------------- | ---------------- | ---------------- | ---------------- | ---------------- | ---------------- | -------------- | -------------- | -------------- | -------------- | -------------- | -------------- | -------------- | -------------- | -------------- | -------------- | -------------- |
| 2010/11                                                                                  | Миннесота     | 42               | 0                | 10,0             | 35,7             | 28,3             | 78,6             | 1,7              | 0,7              | 0,3              | 0,2              | 3,8              | Не участвовал  | Не участвовал  | Не участвовал  | Не участвовал  | Не участвовал  | Не участвовал  | Не участвовал  | Не участвовал  | Не участвовал  | Не участвовал  | Не участвовал  |
| 2011/12                                                                                  | Оклахома-Сити | 26               | 0                | 5,4              | 34,2             | 28,6             | 58,3             | 0,6              | 0,2              | 0,1              | 0,0              | 1,4              | 5              | 0              | 3,6            | 66,7           | -              | -              | 0,8            | 0,0            | 0,0            | 0,0            | 0,8            |
| 2012/13                                                                                  | Миннесота     | 4                | 0                | 7,8              | 20,0             | 0,0              | 100,0            | 1,0              | 0,8              | 0,5              | 0,0              | 2,5              | Не участвовал  | Не участвовал  | Не участвовал  | Не участвовал  | Не участвовал  | Не участвовал  | Не участвовал  | Не участвовал  | Не участвовал  | Не участвовал  | Не участвовал  |
|                                                                                          | Всего         | 72               | 0                | 8,2              | 34,7             | 26,9             | 76,7             | 1,3              | 0,5              | 0,2              | 0,1              | 2,9              | 5              | 0              | 3,6            | 66,7           | -              | -              | 0,8            | 0,0            | 0,0            | 0,0            | 0,8            |
| Наведите курсор мыши на аббревиатуры в заголовке таблицы, чтобы прочесть их расшифровку. |               |                  |                  |                  |                  |                  |                  |                  |                  |                  |                  |                  |                |                |                |                |                |                |                |                |                |                |                |

### Статистика в Джи-Лиге
| Сезон                                                                                    | Команда                 | Регулярный сезон | Регулярный сезон | Регулярный сезон | Регулярный сезон | Регулярный сезон | Регулярный сезон | Регулярный сезон | Регулярный сезон | Регулярный сезон | Регулярный сезон | Регулярный сезон | Серия плей-офф | Серия плей-офф | Серия плей-офф | Серия плей-офф | Серия плей-офф | Серия плей-офф | Серия плей-офф | Серия плей-офф | Серия плей-офф | Серия плей-офф | Серия плей-офф |
| Сезон                                                                                    | Команда                 | GP               | GS               | MPG              | FG%              | 3P%              | FT%              | RPG              | APG              | SPG              | BPG              | PPG              | GP             | GS             | MPG            | FG%            | 3P%            | FT%            | RPG            | APG            | SPG            | BPG            | PPG            |
| ---------------------------------------------------------------------------------------- | ----------------------- | ---------------- | ---------------- | ---------------- | ---------------- | ---------------- | ---------------- | ---------------- | ---------------- | ---------------- | ---------------- | ---------------- | -------------- | -------------- | -------------- | -------------- | -------------- | -------------- | -------------- | -------------- | -------------- | -------------- | -------------- |
| 2011/12                                                                                  | Талса Сиксти Сиксерс    | 3                | 3                | 34,3             | 56,0             | 50,0             | 85,7             | 5,7              | 2,7              | 0,3              | 0,3              | 24,0             | Не участвовал  | Не участвовал  | Не участвовал  | Не участвовал  | Не участвовал  | Не участвовал  | Не участвовал  | Не участвовал  | Не участвовал  | Не участвовал  | Не участвовал  |
| 2012/13                                                                                  | Лос-Анджелес Ди-Фендерс | 14               | 1                | 31,6             | 50,6             | 41,7             | 78,7             | 8,1              | 2,2              | 0,9              | 0,4              | 15,9             | Не участвовал  | Не участвовал  | Не участвовал  | Не участвовал  | Не участвовал  | Не участвовал  | Не участвовал  | Не участвовал  | Не участвовал  | Не участвовал  | Не участвовал  |
| 2015/16                                                                                  | Лос-Анджелес Ди-Фендерс | 12               | 0                | 13,7             | 38,2             | 0,0              | 85,7             | 2,5              | 0,4              | 0,3              | 0,0              | 5,0              | 4              | 0              | 16,2           | 55,0           | 25,0           | 85,7           | 4,8            | 0,8            | 0,3            | 0,3            | 7,3            |
| 2016/17                                                                                  | Лонг-Айленд Нетс        | 20               | 9                | 24,3             | 46,0             | 20,0             | 75,7             | 5,9              | 1,0              | 1,4              | 0,7              | 12,4             | Не участвовал  | Не участвовал  | Не участвовал  | Не участвовал  | Не участвовал  | Не участвовал  | Не участвовал  | Не участвовал  | Не участвовал  | Не участвовал  | Не участвовал  |
|                                                                                          | Всего                   | 49               | 13               | 24,4             | 47,8             | 29,6             | 78,9             | 5,7              | 1,3              | 0,9              | 0,4              | 12,3             | 4              | 0              | 16,2           | 55,0           | 25,0           | 85,7           | 4,8            | 0,8            | 0,3            | 0,3            | 7,3            |
| Наведите курсор мыши на аббревиатуры в заголовке таблицы, чтобы прочесть их расшифровку. |                         |                  |                  |                  |                  |                  |                  |                  |                  |                  |                  |                  |                |                |                |                |                |                |                |                |                |                |                |

### Статистика в NCAA
| Сезон | Команда | Conf     | Class | GP  | GS  | MPG  | FG%  | 3P%  | FT%  | RPG | APG | SPG | BPG | PPG  |
| --- | ------- | -------- | ----- | --- | --- | ---- | ---- | ---- | ---- | --- | --- | --- | --- | ---- |
| 2006/07 | Маркетт | Big East | FR    | 34  | 16  | 16,3 | 42,8 | 20,8 | 66,7 | 3,6 | 0,3 | 0,6 | 0,1 | 6,6  |
| 2007/08 | Маркетт | Big East | SO    | 35  | 33  | 25,4 | 47,4 | 45,1 | 77,3 | 6,5 | 0,6 | 1,1 | 0,4 | 12,8 |
| 2008/09 | Маркетт | Big East | JR    | 35  | 35  | 31,7 | 46,9 | 35,8 | 82,0 | 8,6 | 1,1 | 1,0 | 0,3 | 16,3 |
| 2009/10 | Маркетт | Big East | SR    | 34  | 34  | 32,3 | 43,2 | 34,9 | 84,3 | 7,5 | 1,5 | 1,9 | 0,5 | 18,1 |
| Всего | Всего   | Всего    | Всего | 138 | 118 | 26,4 | 45,2 | 35,7 | 78,9 | 6,6 | 0,9 | 1,1 | 0,3 | 13,5 |
| Наведите курсор мыши на аббревиатуры в заголовке таблицы, чтобы прочесть их расшифровку Статистика приведена с сайта sports-reference.com |         |          |       |     |     |      |      |      |      |     |     |     |     |      |

### Статистика в других лигах
| Сезон | Команда        | Лига                | GP | GS | MPG  | FG%  | 3P%  | FT%  | RPG | APG | SPG | BPG | PFL | TOV | PPG  |
| --- | -------------- | ------------------- | -- | -- | ---- | ---- | ---- | ---- | --- | --- | --- | --- | --- | --- | ---- |
| 2016/17 | Все клубы      | Все лиги            | 56 | 49 | 23,5 | 50,5 | 38,5 | 80,2 | 6,1 | 1,4 | 0,7 | 0,3 | 2,1 | 1,4 | 13,7 |
| 2016/17 | Гуарос де Лара | Чемпионат Венесуэлы | 51 | 44 | 22,9 | 50,7 | 39,7 | 80,6 | 6,0 | 1,5 | 0,7 | 0,3 | 2,1 | 1,5 | 13,8 |
| 2016/17 | Гуарос де Лара | Лига ФИБА Америка   | 5  | 5  | 29,7 | 47,9 | 16,7 | 75,0 | 7,4 | 0,6 | 0,4 | 0,4 | 2,0 | 0,8 | 12,4 |
| Всего | Всего          | Всего               | 56 | 49 | 23,5 | 50,5 | 38,5 | 80,2 | 6,1 | 1,4 | 0,7 | 0,3 | 2,1 | 1,4 | 13,7 |
| Наведите курсор мыши на аббревиатуры в заголовке таблицы, чтобы прочесть их расшифровку Статистика приведена с сайта basketball.realgm.com |                |                     |    |    |      |      |      |      |     |     |     |     |     |     |      |